# Televisión Nacional de Chile
Televisión Nacional de Chile (em português, Televisão Nacional do Chile; comumente chamada pela sigla TVN) é uma rede de televisão pública pertencente ao Governo do Chile. Criada em 31 de janeiro de 1969 a partir de uma sociedade entre empresas estatais que auxiliariam na disponibilização de seu sinal, começou a transmitir de forma oficial em 18 de setembro do mesmo ano durante o mandato do presidente Eduardo Frei Montalva, passando desde então por reorganizações ocasionais. Seus estúdios e sede principais localizam-se na capital federal Santiago, e possui outras nove filiais regionais. A TVN cobre os três territórios chilenos — continental, insular e antártico — através de retransmissoras, atingindo 98% da população do país. Sua programação é levada ao ar internacionalmente por seu canal coirmão TV Chile. Além desse, a empresa é mantenedora do noticioso Canal 24 Horas e do infanto-juvenil NTV.
Sua administração é composta por um conselho, cujo presidente é nomeado pelo presidente da República, com mandato de quatro anos. De outros seis membros do conselho de administração, são nomeados três por mandato de oito anos em comum acordo entre o Senado e o presidente chileno. A eles se junta um sétimo membro eleito pelos trabalhadores. Desde dezembro de 2019, a presidente do conselho da TVN é Ana Holuigue, tendo sido nomeada pelo presidente Sebastián Piñera, enquanto desde março do mesmo ano seu diretor executivo e representante legal é Francisco Guijón.
A TVN é a única televisão estatal do Chile e concorre com outros meios de comunicação privados com um esquema de autofinanciamento baseado principalmente em suas vendas de publicidade que preservou desde a sua criação e posteriormente regulamentado pelo ato 19.132 de 1992. Sob o ato 20.694 de 2013, pode cumprir as tarefas de exploração de serviços de televisão e produção de conteúdo audiovisual ou de radiodifusão, e também atuar como um concessionário de serviços de telecomunicações. É afiliada à Associação Nacional de Televisão do Chile (ANATEL), ao Conselho de Autorregulamentação e Ética Publicitária (CONAR), à Organização das Telecomunicações Ibero-americanas (OTI), entre outros.

## História

### Antecedentes
O governo do Chile começou a necessitar de possuir uma emissora de televisão quando houve as primeiras tentativas de trazer o meio ao país na década de 1950, sendo preferido um modelo público semelhante ao europeu em contraponto ao comercial que vinha sendo implantado no continente americano. Em 1958, o Estado chileno teve participação na sociedade da empresa uruguaia Cóndor TV, que foi encerrada após um acidente causar danos à única câmera adquirida. No mesmo ano, uma lei promulgada pelo então presidente Carlos Ibáñez del Campo, a primeira referente à indústria televisiva no Chile, buscava a coexistência de emissoras universitárias financiadas pelo governo e canais privados; posteriormente, no entanto, estações de universidades em caráter experimental começaram a veicular propagandas comerciais. Diante disto, o governo de Eduardo Frei Montalva considerou inaugurar uma emissora pública que tivesse cobertura nacional em um território com grandes acidentes geográficos como o chileno. Assim, em 31 de janeiro de 1969, foi constituída a Televisión Nacional de Chile Limitada, cuja sociedade era composta pela Corporación de Fomento de la Producción, com 80% de propriedade, a produtora Chilefilms, com 10%, e a Empresa Nacional de Telecomunicaciones, também com 10%, todas estatais, que estabeleceram o sinal da TVN através de uma rede de comunicação criada pelo Estado e uma série de testes de transmissão em diversas províncias do país.

### Instalação de retransmissoras (1968–1969)
A primeira retransmissora da TVN, instalada na cidade de Arica através de um acordo entre o Ministério da Educação e a Junta de Adelanto de Arica, teve sua operação iniciada experimentalmente em 8 de dezembro de 1969 e definitivamente no dia 12, sendo inaugurada com a presença de Frei Montalva em sua sede.